# خريزة عربية
خريزة عربية أو حرض عربي (الاسم العلمي: Salicornia arabica)، نوع نباتات من فصيلة القطيفية. موطنها في شبه الجزيرة العربية..